# Rob Gretton
Rob Gretton, all'anagrafe Robert Gretton (Wythenshawe, 15 gennaio 1953 – 15 maggio 1999), è stato un manager britannico, noto per essere stato il manager dei Joy Division e dei New Order. È stato inoltre uno dei fondatori e dirigente della nota etichetta Factory Records e del nightclub The Haçienda.

## Biografia
Nel 1977, Gretton divenne una figura di spicco nella scena punk di Manchester, quando divenne il manager degli Slaughter and the Dogs. Lavorava anche come DJ al Rafters club ed era il manager dei Panik.
Iniziò co-finanziando con 200 sterline il primo singolo degli Slaughter & The Dogs Cranked Up Really High. Nel 1979 divenne uno dei fondatori della Factory Records e lanciò diverse band come i Joy Division (e successivamente i New Order, nati dalle ceneri dei Joy Division), Section 25, X-O-Dus, Crispy Ambulance, Stockholm Monsters, Minny Pops, The Names, Quando Quango, The Wake, 52nd Street e Happy Mondays.
Tra il 1996 e il 1999, Gretton gestì Gabrielles Wish, con la sua etichetta, la Rob's Records.
È morto all'età di 46 anni il 15 maggio 1999 a causa di un infarto.
L'album Get Ready (New Order) (2001) della band New Order è dedicato alla sua memoria.

## Altri media
Gretton è stato interpretato da Paddy Considine nel film 24 Hour Party People (2002), che racconta l'ascesa e la caduta della Factory Records, e da Toby Kebbell nel film Control, pellicola che narra la carriera dei Joy Division.